# Super Ligue 2014-2015
La Super Ligue 2014-2015 è stata la 106ª edizione della massima divisione del campionato belga maschile di pallanuoto. Le gare della stagione regolare sono iniziate il 13 settembre 2014 e si sono concluse il 28 febbraio 2015. Ad esse è seguita la fase finale.
Le squadre partecipanti erano sette, e si sono affrontate nel classico girone all'italiana con partite di andata e ritorno. A questa fase è seguita una fase finale per la conquista del titolo a cui hanno preso parte le prime quattro squadre in classifica dopo la conclusione della stagione regolare.
A causa del ridotto numero di squadre partecipanti non erano previste retrocessioni.

## Squadre partecipanti
| Club        | Città       | Piscina                |
| ----------- | ----------- | ---------------------- |
| Anversa     | Anversa     | Piscina Wezenberg      |
| Kortrijk    | Zwevegem    | Piscina Sportpun       |
| La Louvière | La Louvière | Piscina Le Point d'Eau |
| Mechelen    | Mechelen    | CS Geerdegemvaart      |
| Mons        | Mons        | Piscine du Grand Large |
| Mouscron    | Mouscron    | Piscina Les Dauphins   |
| Tournai     | Tournai     | Piscina Aqua Tournai   |

## Prima fase

### Classifica
|  | Pos. | Squadra     | Pt | G  | V  | N | P  | GF  | GS  | DR  |
|  | ---- | ----------- | -- | -- | -- | - | -- | --- | --- | --- |
|  | 1.   | Mouscron    | 33 | 12 | 11 | 0 | 1  | 165 | 104 | +61 |
|  | 2.   | Tournai     | 30 | 12 | 10 | 0 | 2  | 147 | 89  | +58 |
|  | 3.   | Anversa     | 17 | 12 | 5  | 2 | 5  | 112 | 99  | +13 |
|  | 4.   | Mechelen    | 17 | 12 | 5  | 2 | 5  | 144 | 141 | +3  |
|  | 5.   | La Louvière | 16 | 12 | 5  | 1 | 6  | 115 | 136 | -21 |
|  | 6.   | Kortrijk    | 7  | 12 | 2  | 1 | 9  | 133 | 177 | -44 |
|  | 7.   | Mons        | 3  | 12 | 1  | 0 | 11 | 108 | 178 | -70 |

### Risultati
|             | ANV   | KOR   | LAL   | MEC   | MON   | MOU   | TOU   |
| Anversa     |       | 18-4  | 10-10 | 11-7  | 21-4  | 3-5   | 5-9   |
| Kortrijk    | 9-10  |       | 14-11 | 15-15 | 15-14 | 15-16 | 12-16 |
| La Louvière | 10-3  | 14-13 |       | 8-9   | 7-6   | 11-10 | 3-10  |
| Mechelen    | 10-10 | 18-9  | 22-15 |       | 13-11 | 11-12 | 10-11 |
| Mons        | 7-11  | 14-13 | 9-12  | 9-12  |       | 9-19  | 9-12  |
| Mouscron    | 14-5  | 14-9  | 17-10 | 15-8  | 23-9  |       | 10-6  |
| Tournai     | 10-5  | 17-5  | 13-4  | 15-9  | 20-7  | 8-10  |       |

## Seconda fase
Vengono mantenuti i risultati e la classifica della prima fase.

Aggiornamenti al 17 maggio 2015.

### Classifica
|                   | Pos. | Squadra     | Pt | G  | V  | N | P  | GF  | GS  | DR   |
| ----------------- | ---- | ----------- | -- | -- | -- | - | -- | --- | --- | ---- |
| Belgio (bandiera) | 1.   | Mouscron    | 66 | 24 | 22 | 0 | 2  | 325 | 174 | +151 |
|                   | 2.   | Tournai     | 58 | 24 | 19 | 1 | 4  | 255 | 177 | +78  |
|                   | 3.   | Mechelen    | 44 | 24 | 14 | 2 | 8  | 288 | 254 | +34  |
|                   | 4.   | Anversa     | 28 | 24 | 8  | 4 | 12 | 207 | 212 | -5   |
|                   | 5.   | La Louvière | 26 | 24 | 8  | 2 | 14 | 197 | 256 | -59  |
|                   | 6.   | Kortrijk    | 19 | 24 | 6  | 1 | 17 | 261 | 331 | -70  |
|                   | 7.   | Mons        | 5  | 24 | 1  | 2 | 21 | 191 | 320 | -129 |

### Risultati
|             | ANV   | KOR   | LAL   | MEC   | MON   | MOU   | TOU   |
| Anversa     |       |       | 13-7  | 8-10  | 10-10 | 7-12  | 7-12  |
| Kortrijk    | 11-14 |       | 12-13 | 13-18 | 14-11 | 11-25 | 17-20 |
| La Louvière | 7-7   | 8-15  |       | 12-15 | 9-8   | 7-13  | 8-9   |
| Mechelen    | 16-10 | 18-11 | 21-8  |       | 23-11 | 9-14  | 12-11 |
| Mons        | 9-13  | 10-13 | 7-9   | 10-14 |       | 10-23 | 6-13  |
| Mouscron    | 20-6  | 17-11 | 19-5  | 15-12 | 25-1  |       | 8-4   |
| Tournai     | 11-7  | 18-9  | 10-6  | 13-9  | 8-8   | 9-7   |       |